# 津具金山
津具金山（つぐきんざん）は、愛知県北設楽郡津具村大桑（現・設楽町）にあった鉱山。

## 歴史

### 武田信玄の軍用金
元亀年間（1570年～1573年）頃、武田信玄が津具金山を発見し、軍用金24万両分の金を得たという。天正元年（1573年）に武田信玄が没すると、残党の依田兵部丞が金掘奉行として採掘を担ったが、依田兵部丞は天正10年（1582年）頃に津具で死去し、津具金山は放棄された。

### 明治大正期の香具師たち
1895年（明治28年）頃、上津具村の古瀬金兵衛は金鉱脈の露頭を発見した。1896年（明治29年）には採掘に着手し、資産家である桝屋の佐々木某の協力を得たが、古瀬は鉱山経営や採掘技術に不慣れだったため、わずか数年で閉山となった。古瀬は山梨県の事業家である安田光房に鉱山を売却したが、安田も資金力不足によって採掘を断念した。
安田は東京都の医師である町田英之助に売却し、町田は弟の町田正之助に経営を任せたが、結局はとん挫して終わった。1917年（大正6年）には東京都の人芝某が経営を進めたが、第一次世界大戦後の混乱期にあって休山した。

### 津具金山株式会社

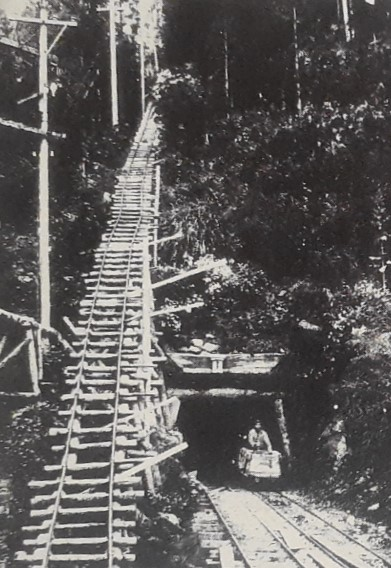
1935年頃のトロッコ

1932年（昭和7年）には倉田藤四郎の指揮の下で、技師の藤城豊が新鉱脈を発見して採掘を再開した。藤城は1908年（明治41年）9月11日に愛知県八名郡七郷村能登瀬（後の南設楽郡鳳来町、現在の新城市）に生まれ、1932年以降に津具金山の技師や鉱山長として金山開発に従事した人物である。
1934年（昭和9年）4月には資本金50万円で津具金山株式会社が設立され、浮遊選鉱場や索道などの諸施設を建設した。同年には国の重要鉱山に指定されている。1938年（昭和13年）には資本金を300万円に増資し、選鉱場や坑道を拡張して増産に励んだ。
津具金山の最盛期は1938年（昭和13年）から1942年（昭和17年）頃とされる。最盛期には坑道の総延長が6000メートル以上、坑道数が30以上となり、津具金山株式会社の従業員は300人超を抱えた。
1941年（昭和16年）12月8日に太平洋戦争が勃発すると、金よりも鉄・銅・マンガンの需要が増し、倉田藤四郎は社長を辞職した。その後は原田仙次郎や鈴木熊次が社長を務め、1957年（昭和32年）頃まで採掘を行った。1958年（昭和33年）には、借財や税金未納などで経営が行き詰まり、機械や鉱業権など一切が競売にかけられた。これによって津具金山の輝かしい歴史は終焉を迎えたのである。選鉱場や職員住宅などの主要施設は、現在の設楽町津具字西大桑にあった。

### 現代
1976年（昭和51年）4月1日には「信玄坑」が津具村指定有形文化財（史跡）に指定された。2005年（平成17年）には津具村が設楽町と合併し、設楽町指定有形文化財（史跡）となっている。設楽町津具民俗資料館には、金鉱石や鉱石をすりつぶした金摺石などが保存されている。

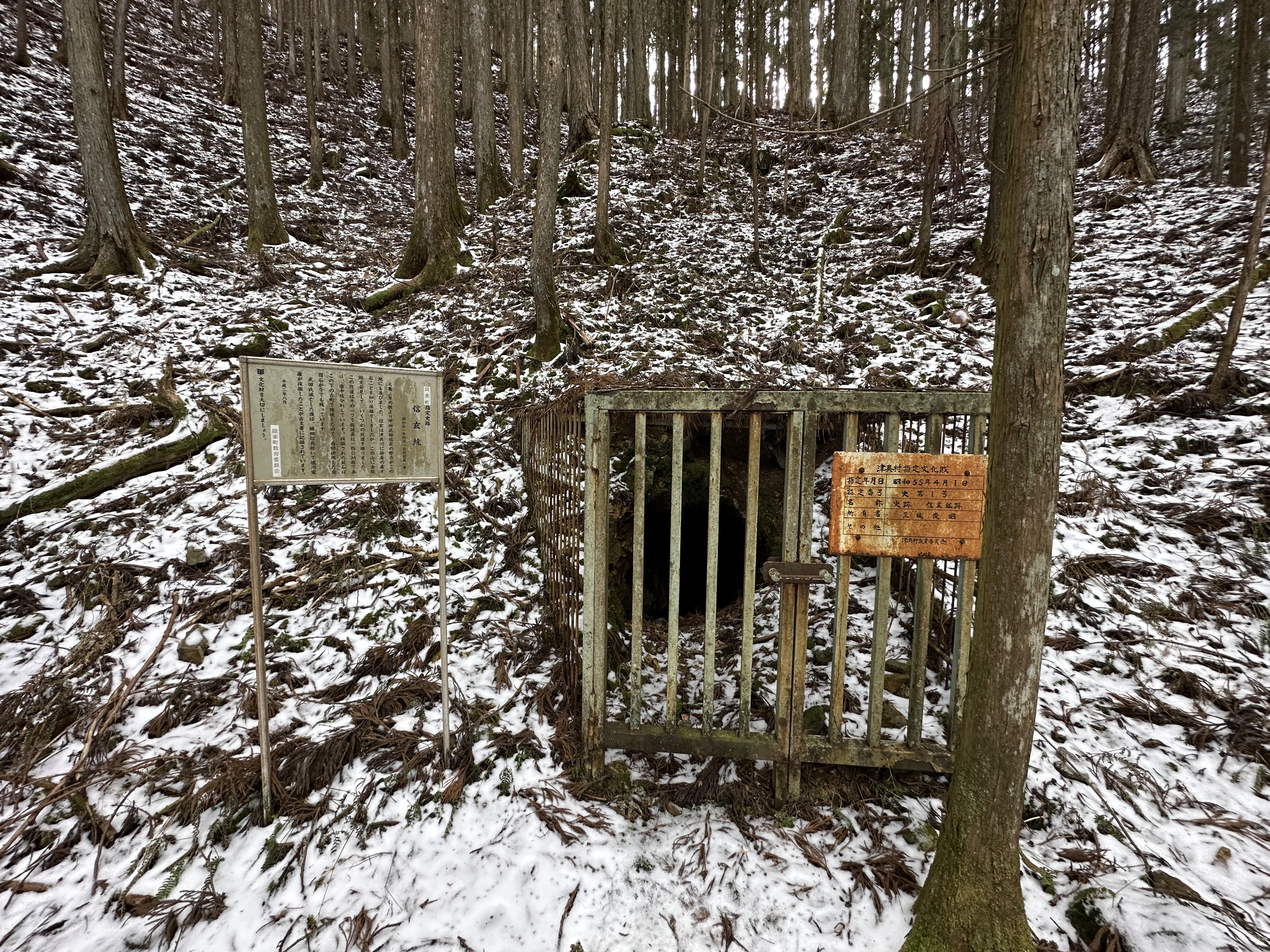
信玄坑の坑道入口

## 特徴
津具金山周辺の地質は設楽層群分布地域の北端に位置し、領家変成岩、基底礫岩、砂岩、泥岩、安山岩類からなる。津具金山は日本に少ない浅熱水性鉱脈である。その鉱脈は美濃三河高原を南北に縦走しており、各所に露頭を見せている。
設楽町津具字見出（みだし）という地名があるが、砂金を発見して（見出して）採取したことに因むという。

## 産出物
- 金
- 銀
- 辰砂（水銀）
- 輝安鉱（アンチモン）
- 輝水鉛鉱（モリブデン）